# NGC 7121
NGC 7121 este o emission-line galaxy⁠(d) situată în constelația Vărsătorul. A fost descoperită în 3 septembrie 1872 de către Édouard Stephan⁠(d). Se află la o distanță de 117,49 megaparseci de Pământ.